# Rotrud van Warwick

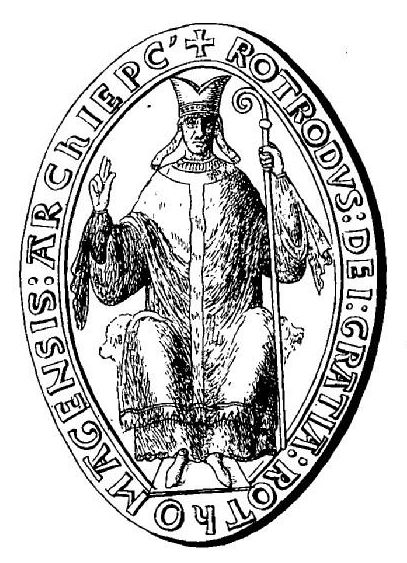
Zegel van Rotrud van Warwick als aartsbisschop van Rouen

Rotrud of Rotrou van Warwick ( - , 25 of 27 november 1183) was een prelaat in het middeleeuwse hertogdom Normandië. Normandië was weliswaar formeel een leen in het koninkrijk Frankrijk doch was belangrijk uitgebreid onder meer met het koninkrijk Engeland. Rotrud was bisschop van Evreux (1139-1165) en aartsbisschop van Rouen (1165-1183) tot zijn dood. Hij was de hoogste hofdignitaris of Chief Justiciar in het koninkrijk Engeland alsook de Steward (of vice-hertog) van Normandië. 

## Levensloop
Zijn vader was Hendrik van Beaumont ook genoemd Henry de Newburg ( - 20 juni 1119), een Normandische edelman die de eerste Constable en nadien Earl van Warwick in Engeland (vanaf 1068) werd. Zijn vader was meegetrokken met Willem de Veroveraar naar Engeland doch heeft niet gevochten in de Slag bij Hastings. Zijn vader was, zoals Rotrud later ook, adviseur van de Normandische koning van Engeland. Zijn moeder was Margaretha van Perche ( - circa 1156) en bekend als weldoenster van de Tempeliersorde.
Zijn ouders stuurden Rotrud in de kerkelijke ambten. Rotrud begon als benedictijn in de Priorij van Notre-Dame in La Charité-sur-Loire. Nadien keerde hij naar Normandië terug om een van de aartsdiakens te worden van de kathedraal van Rouen, hoofdstad van Normandië. In 1139 ontving hij de bisschopswijding en de benoeming tot bisschop van Evreux. In 1155 was hij gezant in Rome namens zowel de koning van Frankrijk als de koning van Engeland. Nadien liep zijn carrière als machtige raadgever van Hendrik II Plantagênet, koning van Engeland. Hij was zowel Chief Justiciar van Engeland als Steward van Normandië.
Na de dood van Hugo III van Amiens, aartsbisschop van Rouen, in 1164, werd Rotrud in 1165 bevorderd tot aartsbisschop van Rouen. Hij startte met de bouw van nieuwe portalen in de kathedraal. 
Zijn politieke rol beperkte zich niet tot Normandië en Engeland. In 1166 bepaalde hij wat er in het Normandische koninkrijk Sicilië moest gebeuren na de dood van koning Willem I. Margaretha van Navarra werd regentes voor de minderjarige Willem II. Margaretha vroeg Rotrud wat te doen. Zij was een achternicht van Rotrud: Rotrud’s moeder was de zus van Juliette du Perche, moeder van Margaretha de l’Aigle en grootmoeder van Margaretha van Navarra. Rotrud besliste dat Etienne du Perche naar Sicilië moest trekken om er kanselier en aartsbisschop van Palermo te worden. Etienne du Perche was zowel verwant aan Rotrud als aan Margaretha van Navarra. In het gevolg van Etienne du Perche zat onder meer Peter van Blois. Wanneer Etienne du Perche uit Sicilië verjaagd werd (1168), besliste Rotrud vanuit Rouen dat Walter Ophamil, die Etienne du Perche gesteund had aan het Hof, aartsbisschop van Palermo moest worden (1168). 
Na zijn dood in 1183 werd hij bijgezet in de kathedraal van Rouen.